# Pelkosenniemi
Pelkosenniemi je obec v provincii Laponsko ve Finsku. Počet obyvatel obce v roce 2003 byl 1180. Obec leží na území o rozloze 1880,38 km² (z čehož připadá 36,12 km² na vodní plochy). Hustota zalidnění je 0,6 obyvatel na km². Jazykem obce je finština.

## Různé
V Pelkosenniemi se narodil Andy McCoy (vl. jm. Antti Hulkko), kytarista finské skupiny Hanoi Rocks.